# Calendario zoroastriano
Il calendario zoroastriano è un calendario religioso utilizzato dai fedeli del mazdeismo ed è un'approssimazione del calendario solare tropicale.

## Nomi dei mesi
I nomi dei mesi (tra parentesi il nome in lingua avestica) sono:
1. Frawardin (Frauuašinąm)
2. Ardwahisht (Ašahe Vahištahe)
3. Khordad (Haurvatātō)
4. Tir (Tištryehe)
5. Amurdad (Amərətātō)
6. Shahrewar (Xšaθrahe Vairyehe)
7. Mihr (Miθrahe)
8. Aban (Apąm)
9. Adur (Āθrō)
10. Dae (Daθušō [Ahurahe Mazdå])
11. Wahman (Vaŋhə̄uš Manaŋhō)
12. Spendarmad (Spəntayā̊ Ārmatōiš)